# Mário Torres
Pour les articles homonymes, voir Torres.
Mário Torres est un footballeur portugais né le 13 septembre 1931 à Nouvelle-Lisbonne en Angola portugais et mort le 4 juin 2020. Il évoluait au poste de milieu.

## Biographie

### En club
Mário Torres évolue à l'Académica de Coimbra durant toute sa carrière,,.
Il dispute 320 matchs pour 25 buts marqués en première division portugaise durant 16 saisons,.

### En équipe nationale
International portugais, il reçoit cinq sélections en équipe du Portugal entre 1957 et 1959, pour aucun but marqué.
Son premier match est disputé le 22 décembre 1957 dans le cadre des qualifications pour la Coupe du monde 1958 contre l'Italie (défaite 0-3 à Milan).
Son dernier match a lieu le 21 mai 1959 en amical contre la Suède (défaite 0-2 à Göteborg).